# Cerro Raúl
Cerro Raúl (spanisch, in Argentinien Cerro Tortuga für Schildkrötenhügel) ist ein Hügel an der Bowman-Küste des Grahamlands auf der Antarktischen Halbinsel. Er ragt am Kopfende des Trail Inlet auf.
Chilenische Wissenschaftler benannten ihn nach Major Raúl Silva Maturana, Leiter der Delegation des chilenischen Heeres an Bord der Angamos bei der 1. Chilenische Antarktisexpedition (1946–1947). Die argentinische Benennung ist deskriptiv.